# Elaphoglossum adrianae
Elaphoglossum adrianae är en träjonväxtart som beskrevs av A. Rojas. Elaphoglossum adrianae ingår i släktet Elaphoglossum och familjen Dryopteridaceae. Inga underarter finns listade.